# Um país em cada lado
Um país em cada lado ou um país em cada margem (chinês tradicional: 一邊一國, chinês simplificado: 一边一国; pinyin: yī biān yī guó)  é um conceito originado por Chen Shui-bian, ex-presidente da República da China (Taiwan) sobre o estatuto político de Taiwan. Ele enfatizava que a República Popular da China e a República da China (vulgarmente conhecida como "Taiwan") são dois países diferentes, (ou seja, "uma China e um Taiwan"), ao contrário de duas entidades políticas separadas dentro do mesmo país, a "China". Esta é a posição dos partidários da coligação Pan-Verde.